# Games Convention

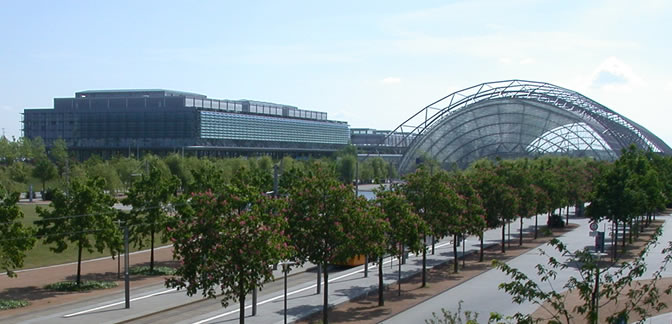
El edificio Neue Messe Leipzig es el usado para realizar Games Convention.

Games Convention (GC) o Leipzig Games Convention, es una convención anual sobre videojuegos y consolas de videojuegos realizada en Leipzig, Alemania desde el año 2002. 
En la misma se exponen videojuegos y consolas por más de 368 empresas de todo el mundo. Además en ella se pueden ver adelantos de videojuegos y películas. 

## Estadísticas
| Año  | Visitantes | Expositores | Visitantes profesionales | Periodistas | Superficie |
| 2002 | 80.000     | 166         | 3.000                    | 750         | 30.000m²   |
| 2003 | 92.000     | 207         | 3.500                    | 1.300       | 42.000m²   |
| 2004 | 105.000    | 258         | 4.200                    | 1.700       | 55.000m²   |
| 2005 | 134.000    | 280         | 6.200                    | 2.000       | 80.000m²   |
| 2006 | 183.000    | 367         | 7.000                    | 2.400       | 90.000m²   |
| 2007 | 185.000    | 503         | 12.300                   | 3.300       | 115.000m²  |
| 2008 | 203.000    | 547         | 14,600                   | 3.800       | 115.000m²  |